# Vlag van Heel

gemeentevlag van Heel
(1991-2007)

De vlag van Heel is op 9 juli 1991 bij raadsbesluit vastgesteld als gemeentelijke vlag van de voormalige gemeente Heel in de Nederlandse provincie Limburg. De vlag kan als volgt worden beschreven:
een blauwe vlag met een geel broektopvierkant, met zijden gelijk aan de halve vlaghoogte; over alles heen een wit kruis met het snijpunt van de armen op een derde van de vlaglengte en een armdikte, gelijk aan 1/6 vlaghoogte. Op het broektopvierkant een rode hoorn ter hoogte van 1/3 vlaghoogte.
De kleuren van de vlag zijn ontleend aan het gemeentewapen. Het blauw stond voor de Maas, de vier vlakken symboliseerden de vier dorpen Heel, Panheel, Beegden en Wessem. Het kruis verbeeldde het Luikse Sint-Lambertkapittel (Heel), en meer algemeen het Rooms-katholieke geloof. De hoorn stond voor het graafschap Horne waartoe Beegden behoorde, voor de Van Hornes als bezitters van de heerlijkheid Wessem en voor de Van Ghoors als eigenaars van de Rijksheerlijkheid Pol en Panheel. Het ontwerp was van de Limburgse Commissie voor Wapen- en Vlaggenkunde.
In 2007 ging Heel samen met Maasbracht en Thorn op in de fusiegemeente Maasgouw, waardoor de vlag als gemeentevlag kwam te vervallen.

## Verwante afbeelding

Wapen van Heel

Ambt Montfort 
· Amby 
· Arcen en Velden 
· Baexem 
· Beegden 
· Belfeld 
· Bemelen 
· Berg en Terblijt 
· Bocholtz 
· Born 
· Broekhuizen 
· Cadier en Keer 
· Echt 
· Eijsden 
· Elsloo 
· Eygelshoven 
· Geleen 
· Grathem 
· Grubbenvorst 
· Haelen 
· Heel 
· Heel en Panheel 
· Heer 
· Helden 
· Herten
· Heythuysen 
· Hoensbroek 
· Horn 
· Horst 
· Hulsberg 
· Hunsel 
· Kessel 
· Klimmen 
· Limbricht 
· Linne 
· Maasbracht 
· Maasbree 
· Margraten 
· Meerlo-Wanssum 
· Meijel 
· Melick en Herkenbosch 
· Montfort 
· Munstergeleen 
· Neer 
· Nieuwenhagen 
· Nieuwstadt 
· Nuth 
· Ohé en Laak 
· Onderbanken 
· Ottersum 
· Posterholt 
· Roggel 
· Roggel en Neer 
· Schaesberg 
· Schinnen 
· Sevenum 
· Sint Odiliënberg 
· Sittard 
· Stevensweert 
· Stramproy 
· Susteren 
· Swalmen 
· Tegelen 
· Thorn 
· Ubach over Worms 
· Ulestraten 
· Urmond 
· Valkenburg-Houthem 
· Vlodrop 
· Wessem 
· Wittem